# Rie Timmer
Hendrika Geertruida „Rie” Timmer (ur. 1926, zm. 10 lutego 1994) – holenderska szachistka.

## Kariera szachowa
Od połowy lat 60. do połowy lat 70. XX wieku należała do ścisłej czołówki holenderskich szachistek. W latach 1963–1972 czterokrotnie reprezentowała narodowe barwy na szachowych olimpiadach, najlepszy wynik drużynowy uzyskując w 1966 r. w Oberhausen, gdzie holenderskie szachistki zajęły V miejsce. Indywidualnie, najlepsze rezultaty osiągnęła w 1963 r. (w Splicie) i w 1966 r., w obu przypadkach zdobywając medale: złoty (1963, na III szachownicy) oraz srebrny (1966, na II szachownicy). W 1971 i 1972 r. dwukrotnie zdobyła tytuły indywidualnej mistrzyni Holandii.
W latach 1966–1971 pięciokrotnie startowała w międzynarodowych kobiecych turniejach w Piotrkowie Trybunalskim, najlepsze wyniki osiągając w latach 1968 (dz. IV-V m. wspólnie z Wenką Asenowa), 1967 (dz. VI-VIII m. wspólnie z Mirosławą Litmanowicz i Margaretą Teodorescu) oraz 1969 (dz. V-VIII m. wspólnie z Anną Hellwig, Anną Jurczyńską i Marią Pogorevici).
Była również wielokrotną uczestniczką międzynarodowych kobiecych turniejów organizowanych w Holandii, znaczące wyniki osiągając w latach 1960 (Beverwijk, III m. za Katariną Jovanović i Corry Vreeken), 1962 (Beverwijk, V m. m.in. za Katariną Jovanović i Fenny Heemskerk), 1967 (Beverwijk, dz. V-VI m. za Ałłą Kusznir, Alexandrą Nicolau, Évą Karakas i Corry Vreeken, wspólnie z Květą Eretovą), 1968 (Emmen, dz. II-III m. za Elisabetą Polihroniade, wspólnie z Gertrude Baumstark), 1969 (Wijk aan Zee, dz. III-V m. za Alexandrą Nicolau i Štěpánką Vokřálovą, wspólnie z Henrijetą Konarkowską-Sokolov i Corry Vreeken, jak również Emmen, II m. za Milunką Lazarević) oraz 1970 (Emmen, dz. IV-V m. za Évą Karakas, Mirosławą Litmanowicz i Vlastą Kalchbrenner, wspólnie z Corry Vreeken).